# PZL.43
PZL.43 "Czajka" е лек бомбардировач и разузнавателен самолет, специална модификация на PZL.23 Karaś предназначен за Българските военновъздушни сили, проектиран и построен през 1936 г. в Държавните авиационни заводи PZL (на полски: Państwowe Zakłady Lotnicze), Warszawa-Okęcie, Полша.

## История
През 1936 г., във връзка с желанието на България да закупи самолети PZL.23 Karaś, но с по-мощен закупен от тях френски деветцилиндров звездообразен (радиален) двигател Gnome-Rhone 14 KFS, инж. Хенри Малиновски разработва модифицирана версия на самолета PZL.23 Karaś с новия двигател. Промененият самолет е с обозначението PZL.43.
С оглед на по-голямата маса на двигателя, самолетостроителите производители са принудени да увеличат дължината на корпуса в средата на фюзелажа. Новият самолет също е и с промяна в кабината на екипажа – остъклената кабина е с овална форма вместо с трапецовидна. Този самолет е получил нов трилопатен въздушен винт с регулируема стъпка, фиксираща се на земята преди полет. Въоръжението е подобрено чрез въвеждане втора картечница за пилота.
От този самолет на 9 април 1936 г. България е закупила 12 броя. През април и май 1937 г. са доставени в България. Тези самолети са си спечелили добра репутация сред българските пилоти. На 31 март 1938 г. българското правителство е закупило нови 42 самолета, с условието на самолета да се монтира по-мощния двигател Gnome-Rhone 14N01. Тези самолети са с наименованието PZL.43A. Машините е трябвало да бъдат доставени в България в началото на август 1939 г. Въпреки договореностите налице е забавяне на доставката, като до края на август 1939 година са изпратени в България 36 самолета, а последните 6 броя, почти готови, не са изпратени, поради избухването на войната между Германия и Полша на 1 септември 1939 г.

## PZL.43 „Чайка“ в българските ВВС
Получените от Полша самолети са използвани от Въздушните на Негово Величество войски през Втората световна война. Като количество и модификация са разпределени както следва:
12 бр. PZL.43, доставени април и май на 1937 г.
36 бр. PZL.43A с двигател Gnome-Rhone 14N01, доставени през август 1939 г.
2 бр. PZL.43A, предадени от Германия пленени полски самолети през 1940 г., след тестване в техни лаборатории.
В различните източници PZL.43 е записан като PZL.43A. Модификацията с двигател Gnome-Rhone 14N01 вместо PZL.43A е записана като PZL.43B. Тук са възприети първите две обозначения, тъй като са записани в български и полски източници.
Самолетите са използвани като машини за обучение и от тях са комплектовани в зависимост от нуждите на военновременната обстановка различни подразделения в армията. Използвани са като разузнавателни самолети за борба с партизанското движение в окупираните части от Югославия. Разбити са няколко самолета при кацане и по време на експлоатацията им се изпитва остра нужда от резервни части за обслужване и ремонт.
В Българските военновъздушни сили PZL.43 остава до началото на 1945 г., когато е прекратено използването им и са бракувани през лятото на 1946 година. .

## Използването на самолетите в полската авиация
На 1 септември 1939 година вече са подготвени за транспортиране до България 6 бр. самолета PZL.43A. Част от самолетите са изпратени на летище до областта Bielany, където на 4 септември 1939 година са включени в бойни действия с пилоти от 41 разузнавателна ескадрила на армия "Modlin". Самолетите за разузнаване и бой при тези полети нападат колона на немските войски в района на армията и всички са свалени и разрушени от германските войски. Последният от тях повреден след въздушен бой със самолет Месершмит Bf 109D катастрофира и се разбива на 12 септември 1939 г. по време на кацане на летището в Брест.
Два самолета PZL.43A, все още не напълно сглобени, са унищожени на 4 септември 1939 г. в PZL.

## Оператори
- България
  - Въздушните на Негово величество войски са получили общо 50 самолета от този тип, постъпили на въоръжение както следва: [2]
2 ята – Образцов орляк с 12 бр.
1 Линеен орляк от бомбардировачи с 36 бр. PZL.43A, по 12 във всяко ято.
1 Разузнавателен полк с PZL.43A в периода от март 1942 до август 1944 г.
2 Линейни полка (бомбардировъчни полкове) с PZL.43A от март 1942 до август 1944 г.
113 ято за близко разузнаване, комплектовано с 13 бр. PZL.43A между август 1944 и началото на 1945 г.
123 ято за близко разузнаване, комплектовано с 11 бр. PZL.43A между август 1944 и началото на 1945 г. [3]
- Германия
  - Тестване на пленени самолети
- Полша
  - На въоръжение във Wojska Lotnice.

## Технически характеристики
| Характеристика            | Показател                                               |
| ------------------------- | ------------------------------------------------------- |
| Производител              | PZL, Полша                                              |
| Екипаж                    | 3                                                       |
| Двигател                  | Gnôme-Rhône 14KFS (PZL.43), Gnôme-Rhône 14NO1 (PZL.43A) |
| Мощност                   | 930 hp/684 kW (PZL.43) 980 hp/721 kW (PZL.43A)          |
| Разпереност               | 13,95 m                                                 |
| Дължина                   | 9,95 m                                                  |
| Височина                  | 3,30 m                                                  |
| Площ на крилото           | 26,80 m2                                                |
| Маса празен               | 2200 kg                                                 |
| Маса полетна              | 3525 kg                                                 |
| Максимална скорост        | 365 km/h                                                |
| Минимална скорост         | 115 km/h                                                |
| Далечина на полета        | 1250 km                                                 |
| Максимална скороподемност | 7,5 m/s                                                 |
| Таван                     | 8500 m                                                  |

## Въоръжение
- 2 х 7,92 mm неподвижни картечници за пилота, монтирани в предната част на фюзелажа;
- 1 х 7,92 mm картечница Викерс Е на стрелеца за защита задна полусфера;
- 1 х 7,92 mm картечница Викерс Е на щурмана-наблюдател за защита на задна полусфера отдолу, настанен в т. нар. „люлка“. Негово задължение оше е бомбомятането и фотографиране, ако самолета е съоръжен с такава апаратура за разузнаване;
- 700 kg бомби.

## Сравними самолети
- Neman R-10
- Neinkel He 70
- Fairey Battle
- A-35 Vengeance
- Mitsubishi Ki-30
- ДАР-10
- PZL P-37 łoś